# Оставайтесь с нами
«Оставайтесь с нами» (англ. Stay Tuned) — американский художественный фильм в жанре фантастической комедии режиссёра Питера Хайамса, вышедший в 1992 году.

## Сюжет
Рою Нейблу и его жене Хелен дьявол продаёт спутниковую систему с 666 каналами. Они попадают по ту сторону экрана в передачи «Переехать мисс Дэйзи», «Вскрытие богатых и знаменитых», «Адское Эм-Ти-Ви», «Колесо пыток», «Северное обнажение до костей», по их следу идёт жуткий «Робо-кот». У супругов есть всего 24 часа для того, чтобы выжить и вырваться из телевизора в реальный мир.

## В ролях
- Джон Риттер — Рой Нейбл
- Пэм Доубер — Хэлен Нейбл
- Джеффри Джонс — Спайк
- Дэвид Том — Дэррил Нейбл/ведущий
- Хезар Маккомб — Диана Нейбл
- Юджин Леви — Кроули
- Фэйт Минтон — Миссис Гордон
- Шейн Майер — Йоги Бир

## Номинации
- 1993 Young Artist Awards
  - Лучший юный актёр (Дэвид Том)
  - Лучшая юная актриса (Хезар Маккомб)